# Shergold
La Shergold, es una guitarra eléctrica, creada en Inglaterra en octubre de 1967 por exempleados de la fabricantes de guitarras Burns London, llamados Jack Golder y Norman Houlder. Con sede en el este de Londres, la empresa se trasladó de Forest Gate a Harold Wood en 1973. 

## Historia
Inicialmente se concentraron en la producción de madera para otras empresas, principalmente para Dallas Arbiter, bajo la marca Hayman, hasta 1975; cuando el contrato para las guitarras Hayman llegó a su fin, la empresa Shergold se encontró con poblaciones significativas de instrumentos acabados de piezas y materias primas. Con esta acción, se puso en marcha sus primeras guitarras bajo su propia marca desde finales de 1975.
La compañía Shergold, concentró en la producción de la guitarra hasta 1982, cuando una caída en el mercado de la guitarra (especialmente para instrumentos de cosecha propia), significó que regresaron a la carpintería de costumbre general, la producción de muebles y sólo la realización de trabajo de la guitarra de forma de encargo. En 1983, Norman, dejó la compañía para emigrar a Australia, pero regresaría al país (pero no a Shergold); dentro de unos pocos años. En 1991, Jack comenzó a hacer nuevas guitarras Shergold - la edición limitada Sherglod Custom Masquerader - debido a un creciente interés en ese momento en las guitarras británicas de la década de 1970. Este renacimiento, fue de corta duración, debido a que Jack murió en 1992. La compañía Shergold cerró poco después.
Shergold tenía un ojo para la innovación - y fue pionera en características, que serían utilizados por otros fabricantes (llave del alma bidireccional, semi a través del mástil y el cuerpo) y otros que sorprendentemente, han sido olvidados (control intercambiables electrónico en la serie modulador). Estas características siempre fueron atenuadas por una tendencia hacia un estilo torpe - los cuerpos fueron echaron a un lado de la losa, la yuxtaposición de la escritura Blackletter, marcaba en instrumentos modernos y el logotipo peculiar de un hombre tallando un cuerpo de la guitarra, todo ello contribuye a un estilo que a menudo fue criticado por las críticas contemporáneas, pero ahora tiene una auténtica sensación retro de los años 1970.

## Artistas que usan o usaron Shergold
Entre los artistas que usaron este modelo, se encuentran: 
- Mike Rutherford de Genesis.
- Tim Smith de Cardiacs.
- Christian Hayes de Cardiacs.
- Bernard Sumner de Joy Division y New Order.
- Gillian Gilbert de New Order.
- Peter Hook de Joy Division y New Order.
- Julian Cope
- P. Paul Fenech de Psychobilly y The Meteors.
- Marty Willson-Piper de The Church.
- GP Hall
- Gary Marx de The Sisters of Mercy.
- Porl King de miserylab y In Death It Ends.
- Bob Walsh de The Dooleys.